# Битва біля східних Соломонових островів
Битва біля східних Соломонових островів (англ. Battle of the Eastern Solomons), також відома як Битва біля островів Стюарта (англ. Battle of the Stewart Islands) і, в японській історіографії, Друга морська битва біля Соломонових островів (яп. 第二次ソロモン海戦, дайнідзі Соромон кайсен) — третя по рахунку битва авіаносців на Тихому океані, яка відбулася 24 серпня 1942 року в рамках Гуадалканальскої кампанії під час Другої світової війни між об'єднаною японською эскадрою під загальним командуванням адмірала Ісороку Ямамото і американським з'єднанням TF 61 під командуванням віцеадмірала Френка Флетчера. Японське з'єднання здійснювало прикриття конвою, який доставляв підкріплення на острів Гуадалканал. Американське з'єднання виконувало функції з прикриття своїх військ, що проводили висадку на острів Гуадалканал.
Під час битви ворогуючі ескадри обмінялися низкою авіаударів, внаслідок яких потоплено один японський авіаносець, 1 есмінець і 1 транспорт, а також пошкоджено 1 гідроавіаносець. У американців був важко пошкоджений 1 авіаносець, через що вони мусили залишити поле бою. Ввечері японці здійснили погоню за відступаючими американцями, відокремивши ескадру в складі 2 лінкорів, 8 важких і 2 легких крейсерів, 11 есмінців. Але наздогнати американців вони не змогли, побоюючись денних авіанальотів, і мусили швидко відступити.

## Гуадалканальська кампанія

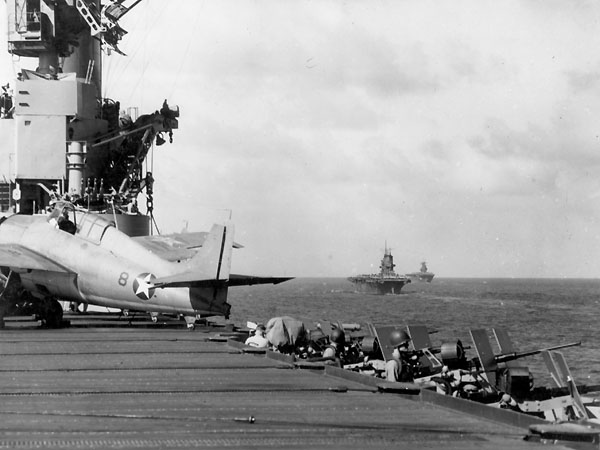
Американські авіаносці «Уосп» (на передньому плані), «Саратога» і «Ентерпрайз» (на задньому плані) південніше Гуадалканала 12 серпня 1942 року.

Після отримання розвідувальних даних про будівництво японцями аеродрому на острові Гуадалканал, Союзники зробили його ціллю своєї операції «Вотчтауер». 7 серпня 1942 року сили Союзників (переважно США) висадились на островах Гуадалканал, Тулагі і Флорида в архіпелазі Соломонові острови, вибивши звідти японські гарнізони. Висадка на островах мала мету ліквідувати загрозу перекриття японськими військами шляхів сполучення між США і Австралією та створення на островах плацдарму для майбутньої кампанії по ізоляції важливої японської бази в Рабаулі. Також здійснювалась підтримка Новогвінейської кампанії Союзників. Висадка стала початком шестимісячної Гуадалканальської кампанії.
Безпосередньо охорону транспортів здійснювали крейсери і есмінці Союзників під загальним командуванням британського адмірала Віктора Кратчлі. Дальній супровід здійснювали три американські авіаносці з'єднання США: «Саратога», «Ентерпрайз» і «Восп», в які входили авіаносці з авіагрупами і кораблі підтримки, в тому числі лінкор, крейсери і есмінці. Три авіаносці з групами охорони були зібрані в з'єднання TF-61 під загальним командуванням віцеадмірала Френка Флетчера, який тримав прапор на «Саратозі». У ніч проти 9 серпня в бою біля острова Саво японські крейсери розгромили з'єднання крейсерів Кратчлі, знищивши 4 важких крейсери. Транспорти, які розвантажувались біля Гуадалканала, вціліли, але до вечора 9 серпня були відведені від Гуадалканала через небезпеку нових атак японських кораблів. На березі залишився 37-денний запас продовольства, а укожного морського піхотинця було по чотири боєкомплекти. Десант, що висадився на острові, зайнявся організацією оборони Гуадалканала і добудовою початого японцями аеродрому, який пізніше отримав назву Гендерсон-філд. Змусивши американські кораблі відійти від Гуадалканалу, японці отримали можливість висадити там свій десант. Союзники зайнялись організацією доставки підкріплень і постачання десанту.
Літаки трьох авіаносців повинні були запеспечувати захист з повітря сил вторгнення на Гуадалканалі і Тулагі та відбивати атаки японських літаків із Рабаула. Авіаносці також захищали лінії комунікації між головними базами Союзників у Новій Каледонії і Еспіріту-Санту, забезпечували безпеку руху транспортів до Гуадалканалу, і займались знищенням будь-яких японських військових кораблів у межах досяжності.
В середині серпня запрацював аеродром Гендерсон-філд. З 15 по 20 серпня кораблі ВМС США здійснили постачання винищувачів і бомбардувальників на Гуадалканал. Літаки, що базувалися на ньому, зробили значний стримувальний ефект на просування японських сил на Соломонові острови і взяли участь у війні на виснаження проти японських ВПС у тихоокеанському регіоні. Фактично контроль Союзників над Гендерсон-філд став ключовим фактором, що вплинув на результат битви за Гуадалканал.
Наступ Союзників на Соломонових островах заскочив супротивника зненацька, але японські військово-морські й сухопутні сили підготували контрнаступ, метою якого було вигнання Союзників з островів Гуадалканал і Тулагі. Цей контрнаступ дістав назву «Операція Ка». А військово-морські сили мали ще одну мету — знищення флоту Союзників у південному тихоокеанському регіоні, зокрема авіаносців США.

## Склад сил

### Японія
Японські сили складалися з декількох з'єднань. Супроводженням конвою і забезпеченням висадки займалися 4 важких крейсери, один легкий крейсер і 8 есмінців. Підтримкою десанту займались 2 важких і 1 легкий авіаносець, 1 гідроавіаносець, 2 лінійних кораблі (модернізованих лінійних крейсери періоду Першої Світової війни), 9 важких і 2 легких крейсери, 17 есмінців. Палубні літаки включали 78 винищувачів, 54 пікірувальники і 45 торпедоносців.
В районі можливого розташування американських авіаносців були розміщені 11 підводних човнів.
Також не брали участі в бою, але могли бути використані в будь-який момент близько 100 літаків базової авіації, що перебували в Рабаулі.
| Авіація                      | Авіація                    | Авіація                   | Авіація | Авіація            |
| Частина/підрозділ            | Командир                   | Літаки                    | Всього  | З них робому стані |
| «Сьокаку»                    |                            |                           | 72      | 71                 |
| ---------------------------- | -------------------------- | ------------------------- | ------- | ------------------ |
| Командир авіагрупи           | майор Мамору Секі          |                           |         |                    |
| ескадрилья винищувачів       | капітан Хідекі Сінго       | винищувач A6M2 «Зеро»     | 27      | 26                 |
| ескадрилья бомбардувальників | майор Мамору Секі          | пікірувальник D3A1 «Вэл»  | 27      | 27                 |
| ескадрилья торпедоносців     | майор Сігехару Мурата      | торпедоносець B5N2 «Кейт» | 18      | 18                 |
| «Дзуйкаку»                   |                            |                           | 72      | 70                 |
| Командир авіагрупи           | капітан Садаму Такахасі    |                           |         |                    |
| ескадрилья винищувачів       | капітан Аяо Сіране         | винищувач A6M2 «Зеро»     | 27      | 25                 |
| ескадрилья бомбардувальників | капітан Садаму Такахасі    | пікірувальник D3A1 «Вэл»  | 27      | 27                 |
| ескадрилья торпедоносців     | капітан Сігеітіро Імадзюку | торпедоносець B5N2 «Кейт» | 18      | 18                 |
| «Рюдзьо»                     |                            |                           | 33      | 32                 |
| Командир авіагрупи           | майор Кендзіро Нотомі      |                           |         |                    |
| ескадрилья винищувачів       | майор Кендзіро Нотомі      | винищувач A6M2 «Зеро»     | 24      | 23                 |
| ескадрилья торпедоносців     | капітан Бін'їті Муракамі   | торпедоносець B5N2 «Кейт» | 9       | 9                  |
| Загалом                      |                            |                           | 177     | 173                |

### США
Сили США включали 2 авіаносці, лінкор, 3 важкі крейсери, один крейсер ППО і 11 есмінців. Палубна авіація становила 55 винищувачів, 68 пікірувальників, 29 торпедоносців і 2 літаки-розвідники. У бою брали участь 13 винищувачів і 11 пікірувальників, що базувались на Гуадалканалі, бомбардувальники В-17 з Еспіріту-Санто і розвідники PBY-5 Каталіна, що діяли з плавбази «Макінак», яка стояла на якорі в бухті острова Ндені із архіпелагу островів Санта-Крус.
| Авіація                             | Авіація                          | Авіація                         | Авіація   | Авіація          |
| Частина/підрозділ                   | Командир                         | Літак                           | 24 серпня | 24 серпня        |
| Частина/підрозділ                   | Командир                         | Літак                           | всього    | в робочому стані |
| ----------------------------------- | -------------------------------- | ------------------------------- | --------- | ---------------- |
| Air Group 3)                        | командер Гаррі Фелт              | пікірувальник SBD-3 «Доунтлесс» | 1         | 1                |
| VF-5                                | лейтенант-командер Лерой Сімплер | винищувач F4F-4 «Вайлдкет»      | 27        | 27               |
| VB-3                                | лейтенант-командер Шамвей Де Віт | пікірувальник SBD-3 «Доунтлесс» | 17        | 17               |
| VS-3                                | лейтенант-коммандер Льюис Кирн   | пикировщик SBD-3 «Доунтлесс»    | 15        | 15               |
| VT-8                                | лейтенант Гарольд Ларсен         | торпедоносець TBF-1 «Евенджер»  | 13        | 13               |
|                                     |                                  | фоторозвідник F4F-7             | 1         | 1                |
| Air Group 6)                        | лейтенант-командер Максвел Леслі | торпедоносець TBF-1 «Евенджер»  | 1         | 1                |
| VF-6                                | лейтенант Льюіс Бауер            | винищувач F4F-4 «Вайлдкет»      | 28        | 27               |
| VB-6                                | лейтенант Рей Девіс              | пікірувальник SBD-3 «Доунтлесс» | 17        | 17               |
| VS-5                                | лейтенант Тернер Колдуел         | пікірувальник SBD-3 «Доунтлесс» | 18        | 16               |
| VT-3                                | лейтенант Чарльз Джет            | торпедоносець TBF-1 «Евенджер»  | 15        | 14               |
|                                     |                                  | фоторозвідник F4F-7             | 1         | 1                |
| Загалом                             |                                  |                                 | 154       | 148              |
| Оперативне з'єднання 63             | контрадмірал Джон Маккейн        |                                 |           |                  |
| Marine Air Group 23 на Гуадалканалі | полковник Вільям Уелс            |                                 |           |                  |
| VMF-223                             | кептен Джон Сміт, USMC           | винищувач F4F-4 «Вайлдкет»      | 13        | 13               |
| VMSB-232                            | майор Річард Мангрум, USMC       | пікірувальник SBD-3 «Доунтлесс» | 11        | 11               |
| Загалом                             |                                  |                                 | 178       | 172              |

## Передумови битви

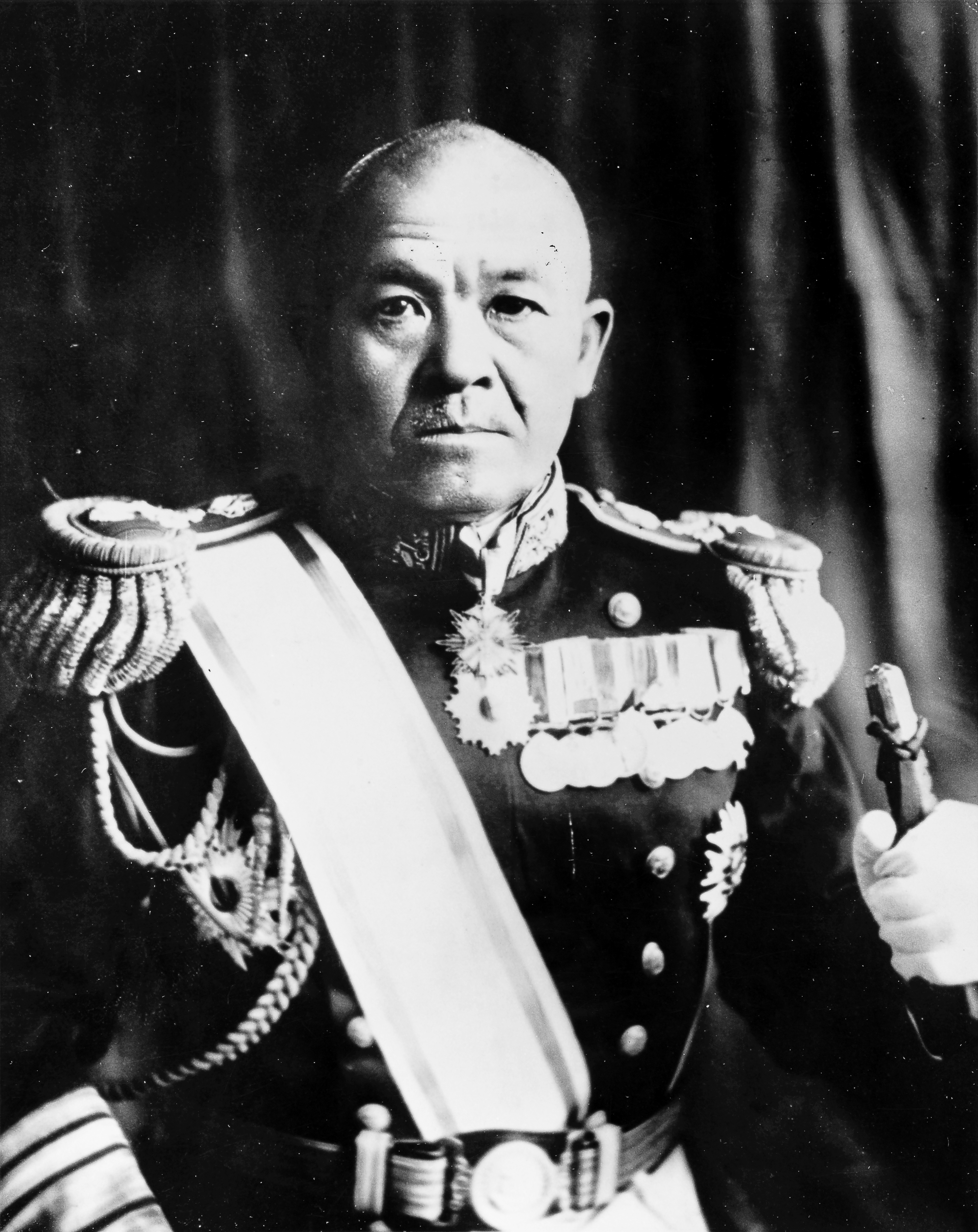
Японський віцеадмірал Тюїті Наґумо

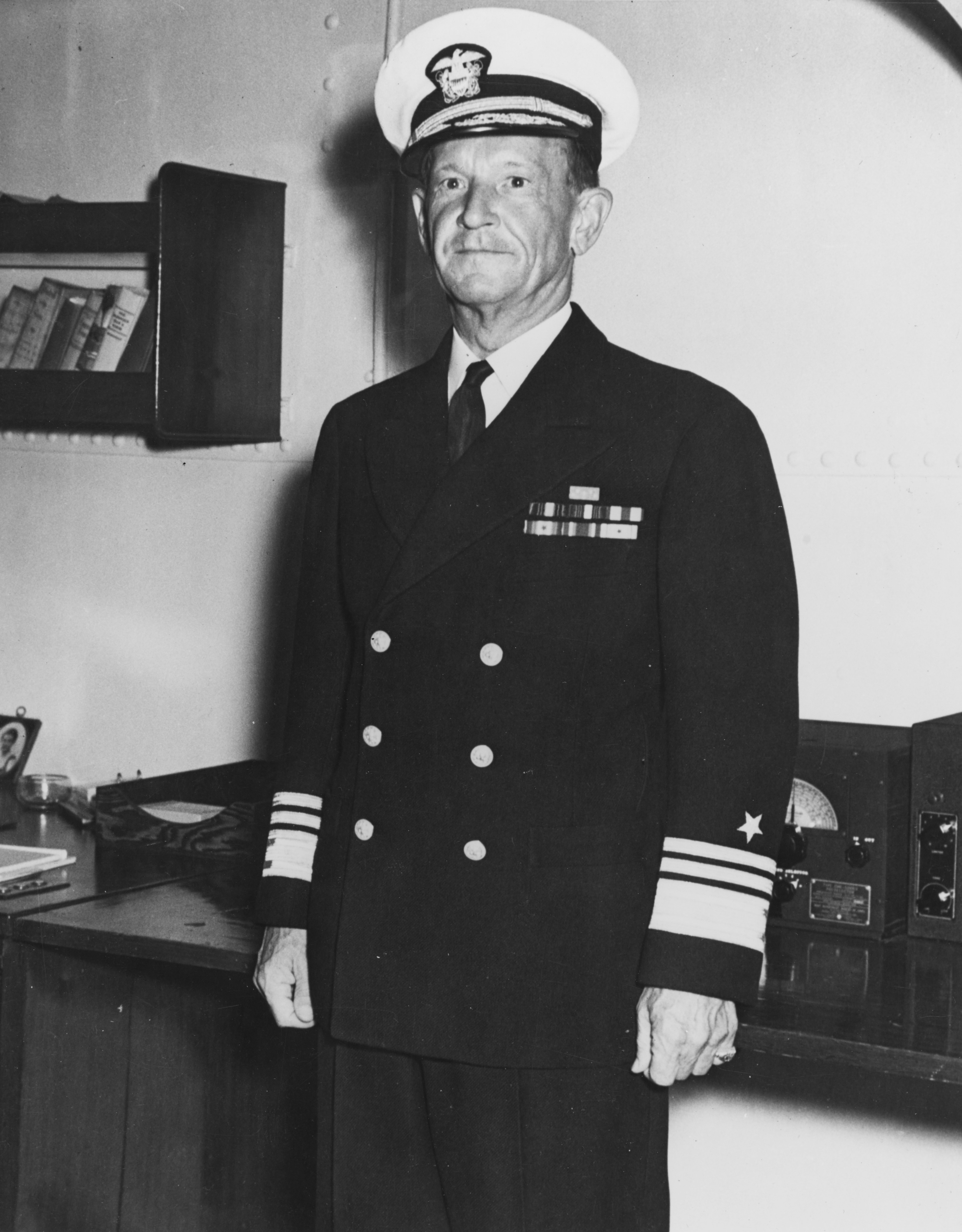
Віцеадмірал США Френк Флетчер

Конвой, який перевозив 1411 японських солдатів полку Ітікі Кіенао і декілька сотень морських піхотинців з 5-го Йокосукського спеціального загону морської піхоти, завантажених на три невеликих транспорти, залишив японську базу на острові Трук (Чуук) 16 серпня і вирушив до Гуадалканалу Транспорти йшли під охороною легкого крейсера «Дзінцу», вісьмох есмінців і чотирьох патрульних катерів, командував конвоєм контрадмірал Райдзо Танака. Крім того для підтримки конвою із Рабаула прибули чотири важких крейсери зі складу 8-го флоту під командуванням віцеадмірала Гун'їті Мікави. Це були ті самі крейсери, які отримали перемогу над флотом Союзників біля острова Саво. Танака планував висадку десанту з кораблів конвою на Гуадалканал на 24 серпня.
21 серпня друга частина японських сил, що брали участь в операції «Ка», залишила Трук і попрямувала на південні Соломонові острови. Ці судна були розділені на три групи: «Авіаційна група» включала японські авіаносці — «Сьокаку» і «Дзуйкаку», легкий авіаносець «Рюдзьо», а також важкий крейсер і вісім есмінців під командуванням віцеадмірала Тюїті Наґумо на «Сьокаку», які забезпечували захист основної групи; «Передовий загін» авіаносної групи, в який входило два лінкори, три важких крейсери, один легкий крейсер і три есмінці під командуванням контрадмірала Хіроакі Абе; «Передове з'єднання», що складалося з п'яти важких крейсерів, одного легкого крейсера, шести есмінців і гідроавіаносця «Тітосе» під командуванням віцеадмірала Нобутаке Кондо. Крім того, в розпорядженні японців перебувало 100 бомбардувальників, винищувачів і літаків-розвідників наземного базування в Рабаулі і на найближчих островах. Ударна група Наґумо розміщувалась в ордері між авангардом і ударною групою, що мало зменшити ймовірність виявлення літаками-розвідниками США.
План операції «Ка» передбачав, щойно авіаносці США будуть виявлені літаком-розвідником або при атаці ними японських сил підтримки, авіаносці Наґумо одразу піднімуть в повітря авіацію для їх знищення. Після того, як американські авіаносці будуть виведені з ладу, «Авангард» Абе і «Ударна група» Кондо оточать і знищать залишки кораблів Союзників. Після цього ВМС Японії змогли б легко нейтралізувати Гендерсон-філд бомбардувальниками, в той час як піхота, що висадилася на острів, захопить Гуадалканал і Тулагі.
У відповідь на незаплановані наземні бої між морською піхотою США, що зайняла позиції на Гуадалканалі, і японським десантом 19—20 серпня американські авіаносці під командуванням Флетчера 21 серпня перемістились зі своїх позицій на 400 морських миль (640 км) на південь від Гуадалканала. Авіаносці США повинні були підтримувати морську піхоту, захищати Гендерсон-філд, а також знищити ту частину сил флоту, яка прибула для підтримки японських солдатів під час сухопутних боїв на Гуадалканалі.
Протягом 22 серпня флоти Японії і Союзників рухались у напрямку один до одного. Попри те, що обидві сторони проводили інтенсивну авіаційну розвідку, жодна зі сторін не виявила кораблі супротивника. Але, у зв'язку з втратою щонайменше одного із літаків-розвідників (він був збитий літаком з «Ентерпрайза» до того, як встиг відправити повідомлення по радіо), японці здогадувались про можливий район розташування авіаносців США. Американське командування, проте, не могло визначити, де перебував японський флот і яка була кількість кораблів.

## Бойові дії 23 серпня

Схема дій флотів Японії (зверху) і Союзників (знизу) під час битви з 23 по 26 серпня 1942 року. Час без уточнення дат відноситься до 24 серпня.
А — американське авіаносне з'єднання; Б — з'єднання «Воспа»; В — ударне японське з'єднання; Г — передове й авангардне з'єднання; Д — група «Рюдзьо»; Е — конвой Танаки
1 — пошкодження «Ентерпрайза»; 2 — «Рюдзьо» пошкоджений і потоплений; 3 — пошкоджений «Тітосі»; 4 — пошкодження «Дзінцу»; 5- пошкодження і затоплення «Кінрю-Мару» і «Муцукі»

23 серпня о 09:50 американський літак розвідник «Каталіна», який базувався на острові Ндені з архіпелагу островів Санта-Крус, виявив конвой Танакі. Попри те, що іншої інформації від розвідників не надходило, для атаки конвою були підняті дві ударні групи: з «Саратоги» і Гендерсон-філд. О 14:45 з «Сатоги» вилетіли 32 пікірувальники і 6 торпедоносців, які вів командер Фелт. Через півтори години з Гуадалканалу вилетіли 23 літаки морської піхоти. У цей час Танака, розуміючи, що він виявлений і буде незабаром атакований, різко змінив курс на північно-східний, як тільки «Каталіна» залишила зону видимості. Пошуки кораблів японців продовжувались до настання сутінків, але не дала результатів. Літаки обох пошукових груп сіли на аеродром Гендерсон-філд. Пілоти з «Саратоги», провівши неспокійну ніч (опівночі аеродром піддався артилерійському обстрілу з японських кораблів), наступного дня вилетіли на свій авіаносець.
Пізніше Танака повідомив своєму командуванню, що втратив час, повернув на північ, щоб уникнути повітряних атак Союзників. Висадка японських військ на Гуадалканал була перенесена на 25 серпня. Флетчеру доповіли, що на есмінцях TF-18 закінчується пальне. 23 серпня о 18:23 японські авіаносці так і не були виявлені, інших відомостей від розвідки також не надходило. Вважаючи, що в найближчі дні зіткнення не буде, Флетчер відіслав «Восп» з групою прикриття у дводенний перехід до острова Ефате для дозаправки. Тим самим «Восп» і кораблі його ескорту пропустили битву.

## Бойові дії 24 серпня

### Перші дії супротивників
24 серпня о 01:45 Наґумо віддав наказ контрадміралу Туїті Хара, який перебував на легкому авіаносці «Рюдзьо» в супроводі важкого крейсера «Тоне» і есмінців «Амацукадзе» та «Токіцукадзе», пройти вперед і завдати авіаційного удару по аеродрому Гендерсон-філд на світанку. Місія «Рюдзьо», очевидно, була відповіддю на прохання командувача 8-м флотом у Рабаулі Нісідо Цукахари надати допомогу в нейтралізації Гендерсон-філд. Також можливо, що цей загін Наґумо бажав використати як приманку, яка повинна була відволікати сили американського флоту, щоб решта японської ескадри могла наблизитись до американських авіаносців не виявленими, а також для прикриття конвою Танаки. Більша частина літаків авіаносців «Сьокаку» і «Дзуйкаку» були підготовлені до вильоту і перебували в очікуванні інформації про авіаносці США. З 05:55 до 06:30 «Ентепрайз» надіслав на пошуки японського флоту 20 пікірувальників «Доунтлесс», на підтримку літаків-розвідників «Каталіна» з Ндені.
Перебуваючи за 200 миль від Гуадалканалу, «Рюдзьо» підняв для атаки Гендерсон-філд шість бомбардувальників «Кейт» і 15 винищувачів «Зеро». Вони вилітали двома хвилями. О 12:20 вилетіли 6 «Кейтів» і 6 «Зеро». Кожен «Кейт» ніс шість наземних 60-кілограмових бомб. А о 12:48 до них приєдналися ще 9 «Зеро». Ці літаки мали діяти спільно з 24 бомбардувальниками «Бетті» і 14 винищувачами «Зеро», які вилетіли з Рабаула. Але літаки з Рабаула не долетіли до Гуадалканалу: через погану погоду об 11:30 вони розвернулися назад на свою базу. Літаки «Рюдзьо» підлетіли до Гендерсон-філд о 14:23 і їх зустріли винищувачі ескадрильї «Кактус». У результаті бою три «Кейти», три «Зеро» і три винищувачі США збили. При цьому важких пошкоджень аеродрому завдано не було. О 09:35 «Каталіна» Барклі, здійснювала пошук у секторі 320—327° вперше помітила загін «Рюдзьо», що перебував на відстані 280 миль (490 км) від американських авіаносців. Ця відстань перевищувала радіус дії палубної авіації, тому Флетчер утримався від атаки.
О 10:10 повернулися двадцять літаків, які вилетіли вранці на розвідку і не виявили ворога. З «Каталін» і «В-17», що здійснювали розвідку, надходило багато повідомлень про виявлення японських крейсерів і есмінців. Розвідники також повідомляли про зіткнення з винищувачами японців «Зеро». Але повідомлень про авіаносці більше не надходило. Об 11:30 з «Каталіни» Барклі надійшло нове повідомлення про виявлення авіаносця. Цього разу відстань до нього становила 245 миль (460 км) Це був той же «Рюдзьо», але Флетчер про це не знав. Отримавши масу суперечливих повідомлень, він як командувач перебував у дуже складному становищі й пам'ятав про невдачі напередодні й сьогодні. Флетчер не знав, що це був за авіаносець: той же, що був виявлений вранці, чи ще один. В його розпорядженні були тільки бомбардувальники з «Ентерпрайза», тому що група Фелта, яка поверталася з Гендерсон-філд, сіла на «Саратогу» тільки об 11:00. Тому, коли об 11:29 Кінкейд запропонував підняти в повітря всі наявні у нього літаки, Флетчер віддав розпорядження провести додатковий пошук в секторі 290-90° на відстані до 250 миль (470 км), тримаючи решту літаків на палубі в бойовій готовності. Від 12:35 до 12:47 «Ентерпрайз» підняв на пошук 16 пікірувальників «Доунтлесс», 7 торпедоносців «Евенджер» і ще шість «Доунтлессів» для протичовнового патруля.

### Потоплення «Рюдзьо»
О 13:20 на радарі «Саратоги» з'явилось багато позначок від літаків із «Рюдзьо», що рухались за 100 миль від американських авіаносців у напрямку до Гуадалканалу. Зіставивши повідомлення, що надійшли від розвідників, і напрямки руху літаків, Флетчер нарешті здобув такі необхідні йому дані про розташування японських кораблів. Він наказав підняти літаки з «Саратоги» для атаки. О 13:40 злетіли 12 винищувачів, що доповнили повітряний патруль, а за ними — ударна хвиля під командуванням Фелта. З «Сари» вилетіли 30 пікірувальників «Доунтлесс» і 8 торпедоносців «Евенджер» (один торпедоносець пізніше через несправності повернувся). Відстань до цілі була великою, тому Флетчер відправив літаки в атаку без супроводу винищувачів. Проте, він тримав літаки обох авіаносців у бойовій готовності на випадок виявлення інших японських авіаносців.

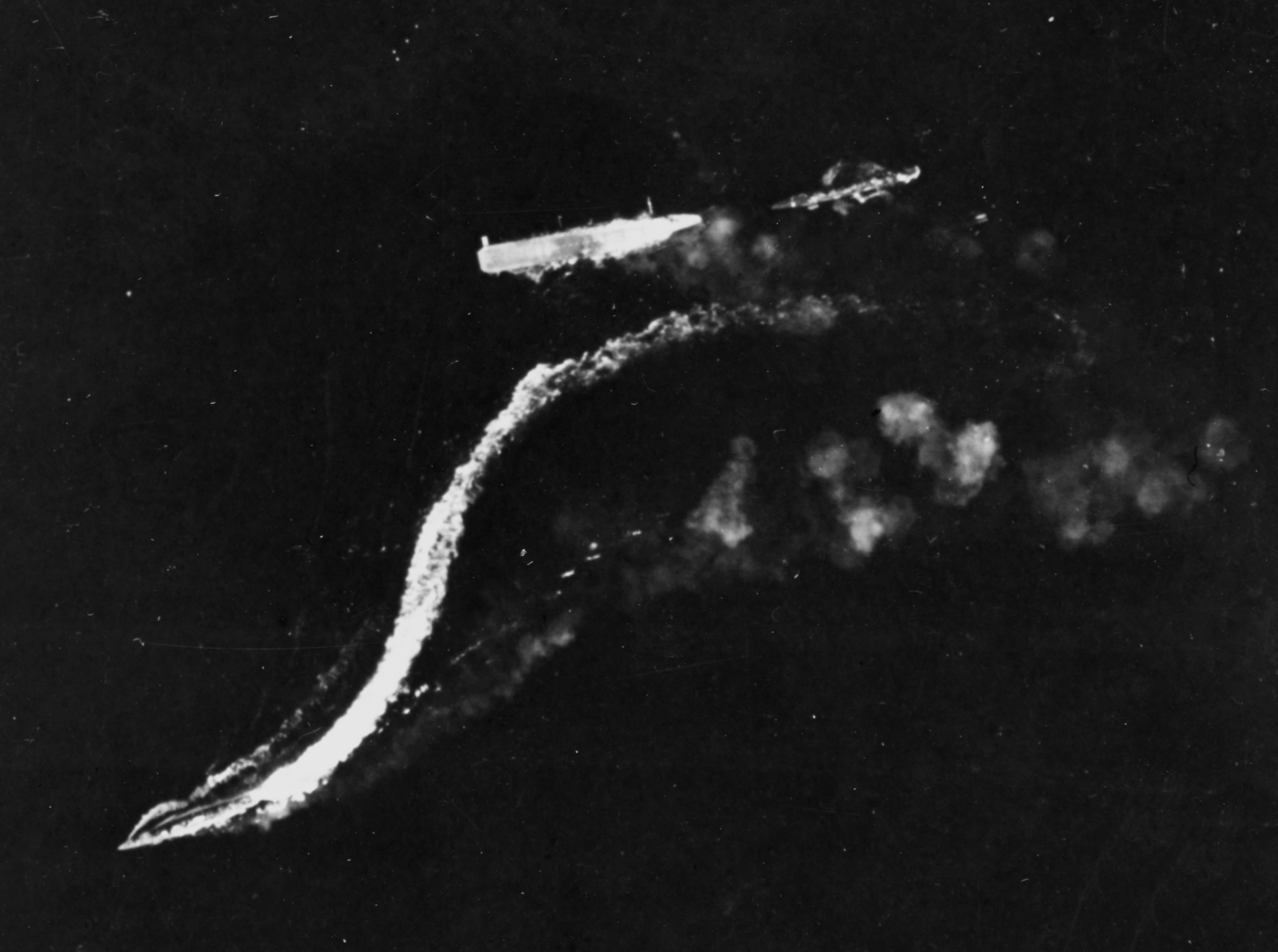
Нерухомий «Рюдзьо» (зправа від центру) після атаки 24 серпня 1942 року, фотографія з висотних бомбардувальників B-17. Есмінець «Амацукадзе» (у центрі знизу) відпливає від «Рюдзьо» на повній швидкості, а «Токіцукадзе» (погано видно, справа від центру) тримається в стороні від «Рюдзьо», щоб уникнути попадання бомб «B-17»

О 15:36 до групи «Рюдзьо» дісталися 29 пікірувальників і сім торпедоносців з «Саратоги». Крейсер «Тоне» й есмінці перебували на відстані близько 5 000 метрів від авіаносця, тому мало чим могли допомогти йому. Винищувачі японського повітряного патруля також не змогли завадити атаці. Спочатку Фелт розділив свої літаки. Шість пікірувальників і один торпедоносець мали атакувати «Тоне». Проте попри відсутність перешкод жоден пікірувальник з 21, які вийшли в атаку на авіаносець о 15:50, не зміг вразити ціль. Тоді Фелт перенаправив усі літаки, що залишилися, на «Рюдзьо». У результаті шість пікірувальників спромоглися влучити трьома бомбами в японський авіаносець. Торпедоносці влучили однією торпедою в машинне відділення з правого борту.
На «Рюдзьо» загинуло 120 осіб. Через важкі пошкодження в темряві команда залишила авіаносець, затопивши корабель. «Амацукадзе» і «Токіцукадзе» займалися порятунком пілотів літаків «Рюдзьо», що повернулися і приводнялися в океан поблизу. У цей час декілька американських бомбардувальників «В-17» атакували нерухомий «Рюдзьо», але додаткових влучань не добилися. Після завершення рятувальної операції обидва японських есмінці й «Тоне» приєдналися до основної групи Наґумо.
Сім «В-17» з Еспіріту-Санто також атакували «Дзуйкаку» і «Сьокаку» між 17:50 і 18:19, але не заподіяли ніяких ушкоджень, окрім одного збитого «Зеро»Frank, 1990, с. 177.

### Атаки на з'єднання «Ентерпрайза»
О 14:25 японський літак-розвідник з крейсера «Тікума» виявив американські авіаносці. Попри те, що літак-розвідник був збитий, він встиг передати координати, і Наґумо наказав терміново підняти літаки з «Сьокаку» і «Дзуйкаку». Перша хвиля літаків, 27 пікірувальників «Вел» і 15 «Зеро», піднялась о 14:50 і попрямувала до авіаносців «Ентерпрайз» і «Саратога». Приблизно в той же час два американські літаки-розвідники нарешті виявили головні японські сили. Проте, через проблеми зі зв'язком їх звіти так і не надійшли до Флетчера. Два американські розвідники атакували «Сьокаку» перед тим як повернутися, заподіявши незначну шкоду. Друга хвиля із 27 «Велів» і 9 «Зеро» була піднята з японських авіаносців о 16:00 і попрямувала на південь, у напрямку американського флоту. Авангард Абе також рушив уперед, розраховуючи зустрітись з кораблями Союзників після заходу сонця. 5 «Зеро» повернулось для захисту японських авіаносців через атаку американських літаків-розвідників.
О 16:02, коли ще не була отримана однозначна інформація про місце розташування японських авіаносців, радари американських кораблів засікли першу хвилю японських літаків. До цього часу в повітрі перебувало 53 винищувачі «Вайлдкет» з обох американських авіаносців. Значною проблемою стало дотримання радіодисципліни. Повітряний патруль, протичовновий патруль з декількох «Доунтлессів» і літаки, що поверталися на авіаносці, усі працювали на одній частоті. Пілоти, які нудьгували, вели розмови, що зовсім не стосувалися справ. При виявленні японських літаків ефір також заполонила маса повідомлень про виявлення ворожих літаків. На радарі позначки літаків змішувалися одна з одною, так що було важко визначити, де перебувають літаки японців. Все це заважало офіцерам наведення винищувачів виконувати свою задачу. Проблеми зі зв'язком, складнощі з системою радіолокаційного розпізнавання літаків, недосконалість процедур керування а також ефективний захист винищувачів ескорту допомогли японським пікірувальникам уникнути майже всіх атак американських винищувачів, доки не почалася атака на американські авіаносці. Безпосередньо перед атакою японських пікірувальників «Ентерпрайз» і «Саратога» очистили палуби, відіславши всі літаки на пошуки японських авіаносців. Цим літакам дали команду летіти на північ й атакувати всі виявлені цілі або просто вилетіти із зони битви й повернутися після бою.

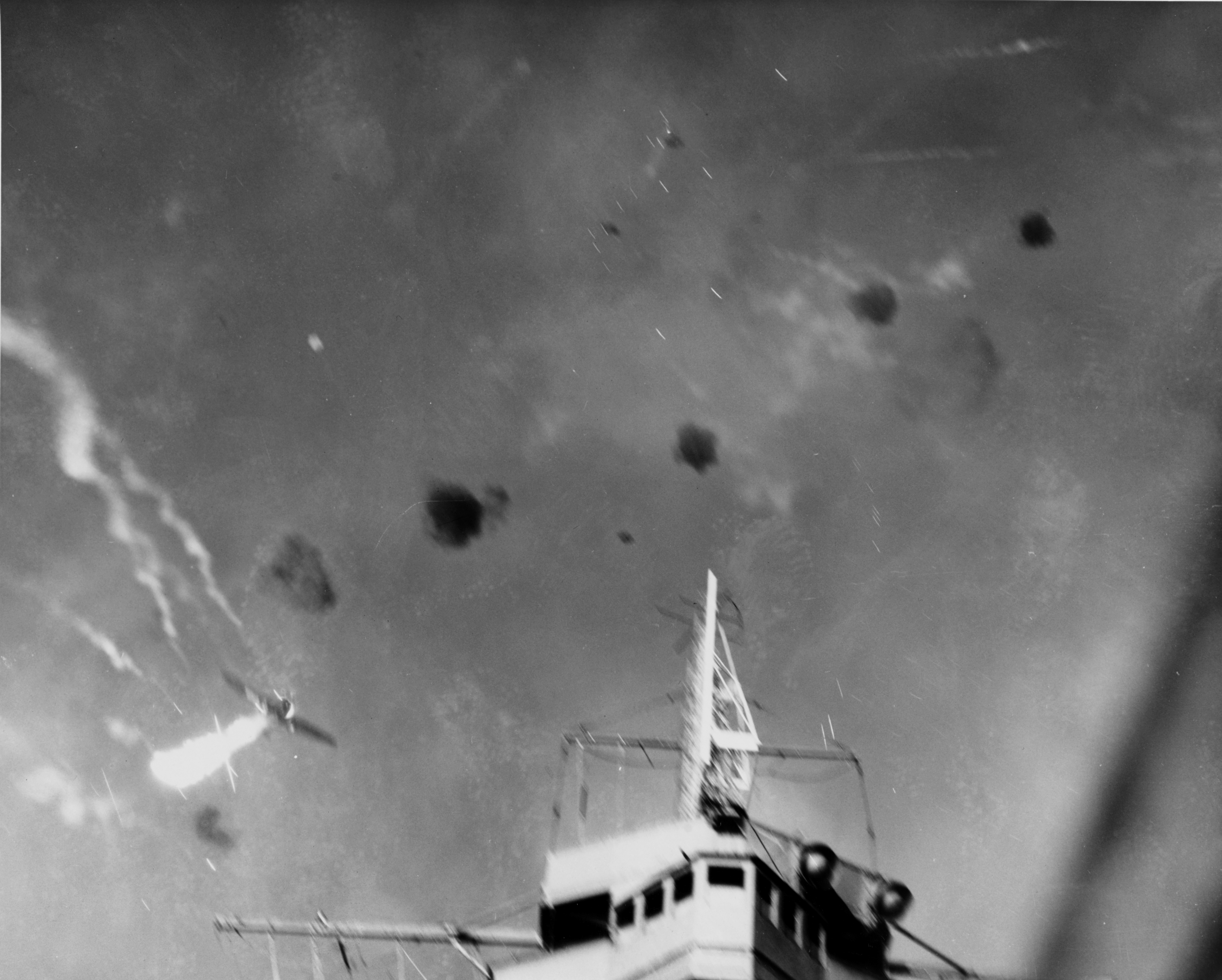
Японський пікірувальник «Вел», імовірно пілотований Йосіхіро Ідою, збитий вогнем ППО безпосередньо над «Ентерпрайзом».

О 16:29 японські пікірувальники почали атаку. Після декількох спроб атакувати «Саратогу» пікірувальники стали атакувати ближчий до них авіаносець «Ентерпрайз» і він став ціллю майже всіх атак японських літаків. Декілька «Вайлдкетів» атакували японські пікірувальники під час пікірування, попри інтенсивний вогонь артилерії ППО «Ентерпрайза» і кораблів ескорту. У результаті ППО кораблів крім декількох «Велів», збила також і чотири своїх «Вайлдкети».
Бомби перших 9 «Велів» не досягли «Ентерпрайза», оскільки їм протистояла ефективна протиповітряна оборона, а корабель здійснював маневри ухилення. Проте, о 16:44 бронебійна бомба з детонатором уповільненої дії влучила в палубу літаків поряд з кормовим літакопідіймачем і, пробивши три палуби, вибухнула нижче ватерлінії, вбивши 35 і поранивши більш як 70 осіб. У результаті затоплення декількох відсіків «Ентерпрайз» отримав невеликий нахил, але пошкодження корабля було некритичним.
Через 30 секунд бомба з наступного «Вела» впала лише за 4,5 метра від місця влучання першої бомби. Вибух стався в снарядному погребі 127-мм універсальних батарей і позбавив життя 35 осіб, а на кораблі почалася друга пожежа.

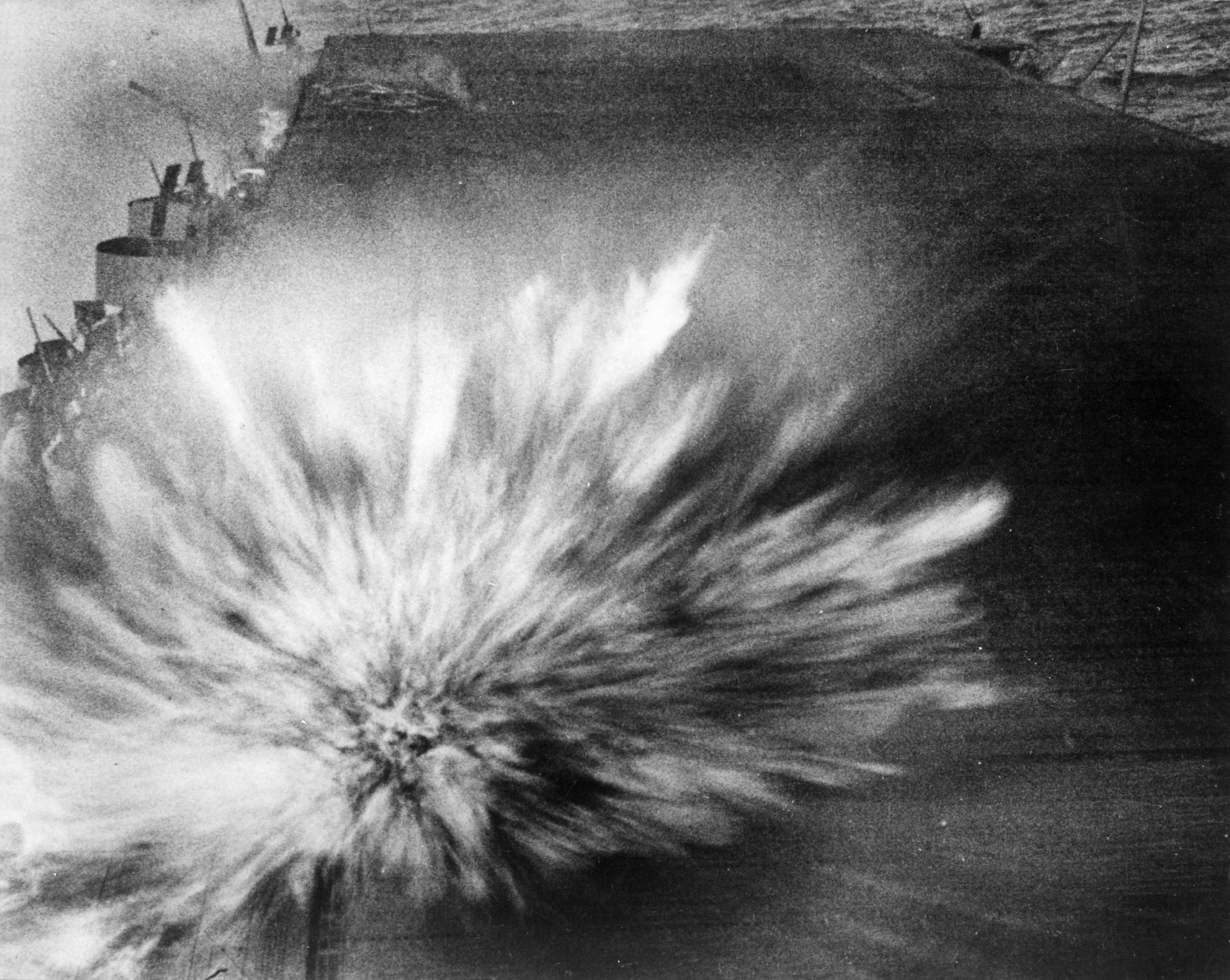
Вибух третьої бомби, скинутої Кадзумі Хорі, який загинув під час атаки, на палубі «Ентерпрайза»

Хвилиною пізніше, о 16:46, третя (й остання) бомба влучила в палубу літаків «Ентерпрайза» ближче до носа від двох перших влучань. Ця бомба вибухнула на верхній палубі, утворивши триметрову дірку в палубі і не спричинивши інших руйнувань. Після цього чотири «Вела» переключились з «Ентерпрайза» на лінкор «Норт Керолайн», але жодна з бомб не досягла мети, і всі літаки були збиті ППО та винищувачами. Атака закінчилася о 16:48. Японські літаки малими групами повернулися на свої кораблі.

### Завершення активної фази бою
Обидві сторони вважали, що вони завдали ворогу більших втрат, ніж це було насправді. Американці вважали, що вони збили 70 японських літаків, тоді як їх всього було 42. Реальні втрати японців під час атаки склали 25 літаків, включаючи ті, які сіли в океан. Проте більша частина екіпажів не була врятована. Японці, у свою чергу, помилково вважали, що важко пошкодили два американських авіаносці, тоді як пошкоджено було лише один. Американці втратили тільки 6 літаків, більша частина екіпажів була врятована. Попри те, що «Ентерпрайз» був важко пошкоджений і на ньому почалася пожежа, рятувальні команди змогли провести відновлювальні роботи, і вже о 17:46 авіаносець став приймати літаки. На гасіння пожежі й ремонт пішла всього одна година. О 18:05 літаки з «Саратоги» повернулися після атаки «Рюдзьо» і приземлилися без серйозних інцидентів. Друга хвиля японських літаків прибула для атаки американських авіаносців о 18:15, але не змогла знайти кораблі через проблеми з передаванням інформації і повернулась на свої кораблі, втративши в результаті 5 літаків із не бойових причин.
Більша частина американських літаків, піднятих перед прибуттям першої хвилі японських літаків, не знайшли цілей й повернулися з повним боєкомплектом. Проте, п'ять «Евенджерів» з «Саратоги» виявили ударну групу Кондо й атакували гідроавіаносець «Тітосе». У результаті двох влучань неброньований корабель отримав важкі пошкодження. Частина американських літаків з авіаносців приземлилася на аеродромі Гендерсон-філд або повернулися при настанні темряви.
Американські кораблі повернули на південь, щоб уникнути нічної зустрічі з японськими лінкорами й крейсерами. Авангард Абе й ударна група Кондо попрямували на південь на перехоплення американських авіаносців і близько півночі досягли точки, в якій американські кораблі були вдень 24 серпня. Не виявивши американських кораблів, вони розвернулися на зворотній курс і пішли з району битви, побоюючись денних атак американських літаків. Авіаносне з'єднання  Наґум , зазнавши важких втрат у літаках і відчуваючи нестачу пального, також повернуло на північ.

## Бойові дії25 серпня
Вважаючи, що американські авіаносці отримали під час бою важкі пошкодження, конвой Танакі знову рушив на Гуадалканал. Близько 08:00 25 серпня за 150 миль (240 км) від місця висадки до конвоя Танакі приєднались п'ять есмінців, які вночі обстріляли Гендерсон-філд, завдавши аеродрому невеликі пошкодження. О 08:05 18 американських літаків з Гендерсон-філд атакували конвой Танаки, завдавши значних пошкоджень крейсеру «Дзінцу». Вбито 24 солдати, при цьому сам Танака знепритомнів.
Отримавши важкі пошкодження, почав тонути військовий транспорт «Кінрю Мару». Танака наказав есмінцю «Муцукі» зняти з транспорту десант і екіпаж. О 10:15 над з'єднанням з'явилися В-17 з Еспіріту-Санту. Капітан «Муцукі» Кендзі Хатано не звернув на них уваги, так як вважалося, що атака кораблів горизонтальними бомбардувальниками неефективні, і продовжив операцію по врятуванню. Але внаслідок атаки В-17 в есмінець влучили три бомби, і він затонув. Це був перший японський корабель, затоплений горизонтальними бомбардувальниками. Після того, як його дістали з води, Хатано зізнався: «Навіть В-17 можуть одного разу досягти влучання!».
Танаку, який прийшов до тями й не мав поранення, шокованого перевезли на есмінець «Кагеро», залишивши «Дзінцу», і відправили на Трук, а конвой тим часом вирушив на японську базу на Шортлендських островах. І японські, і американські кораблі вийшли із зони битви і пішли в сторону своїх баз. Японський флот ненадовго затримався біля Північних Соломонових островів, поза зоною досяжності літаків з Гендерсон-філд, перед тим як остаточно повернутися на Трук 5 вересня.

## Результат битви

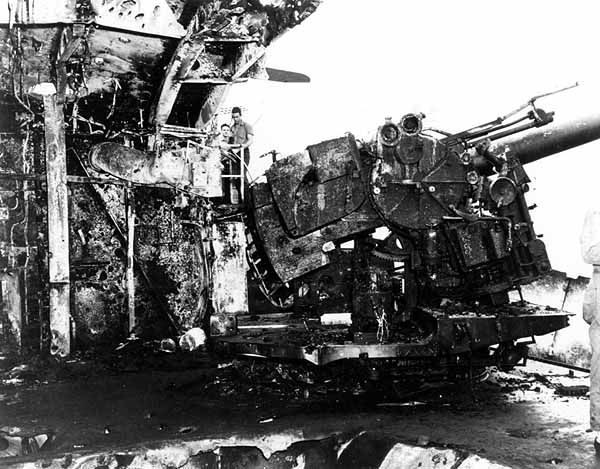
Сфотографована після бою згоріла 127-мм артустановка на палубі «Ентерпрайза»

На завершення битви американськими літаками з аеродрому Гендерсон-філд був потоплений японський есмінець «Асагірі», а два інших есмінці були важко пошкоджені 28 серпня за 70 миль (130 км) на північ від Гуадалканалу в протоці Слот. У битві за Гуадалканал настала двомісячна тиша, яка була перервана наземними битвами за хребет Едсона 13 вересня і морським боєм біля мису Есперанс у ніч проти 12 жовтня.
«Ентепрайз» був відправлений у Перл-Гарбор на капітальний ремонт, який закінчився 15 жовтня 1942 року. На південь Тихого океану він повернувся 24 жовтня, безпосередньо перед боєм біля острова Санта-Крус, де знову зустрівся з «Сьокаку» і «Дзуйкаку».
Американські спеціалісти, аналізуючи дії адмірала Флетчера, висловлюють ряд критичних зауважень. Наголошується, що відхід «Воспа» на дозаправку пальним не був настільки необхідним. На борту есмінців ескорту було ще достатньо пального. Сприймаючи позитивно ухилення від нічного артилерійського бою з японцями і відхід американського з'єднання на південь, вони критикують вивід із зони бойових дій «Саратоги». Враховуючи незрозумілість подальших дій японців, її літаки могли знадобитися для прикриття Гуадалканалу. Американський історик Самуель Еліот Морісон зазначає, що: «Флетчер виграв бій тільки тому, що японці виявилися ще більш несміливими, ніж він сам».
Аналізуючи цей бій, американські моряки зробили для себе певні висновки. Позитивно сприйняли збільшення кількості винищувачів після Битви за Мідвей з 23 до 36 на кожному авіаносці. Водночас зазначалася недосконалість системи розпізнавання, необхідність покращення системи керування і наведення винищувачів, необхідність наявності винищувачів, які здатні прикривати пікірувальники і торпедоносці в дальніх вильотах. Не вщухали і суперечки про диспозицію авіаносців у бою — чи повинні вони бути розділені чи зосереджені. Капітан "Ентерпрайза Артур К. Девіс заявляв:
|  | Спільні дії більше ніж 2-х авіаносних груп надто складні. Це призводить до неминучих затримок в візуальному зв’язку, а також до затримок і складнощам у тактичному керуванні. Маю сумнів, що будь-яка кількість навчань і тренувань можуть виправити внутрішні недоліки цієї схеми настільки, щоб вона почала відповідати вимогам бойових ситуацій. Коли авіаносці оперативні з’єднання діють разом, їх об’єднання в складний стрій рідко буде необхідністю, його необхідно уникати наскільки це можливо… Гнучкість і швидкість операції також зменшується складним строєм. Ми не повинні застосовувати такий стрій, коли потрібні миттєві дії. Ми починаємо боятися, що можемо поламати стрій, і починаємо боятися, що його не змінимо. Далі, виключенням, а не правилом повинні бути спільні дії авіаносних з’єднань на дистанції менше 10 миль один від одного. Ця дистанція повинна складати 15—20 миль, якщо спільні дії таки необхідні. Суть у тому, що спроба спільних дій підставляє під удар обидва кораблі, коли відстань надто мала. 24 серпня «Саратого» зовсім випадково виявилася досить далеко від «Ентерпрайза», в іншому випадку вона була б також атакована |

Адмірал Флетчер притримувався протилежної думки:
|  | Мої останні враження такі, що трьома оперативними з’єднаннями керувати настільки ж легко, як і двома. Я впевнений, що і чотири з’єднання можуть діяти спільно без особливої складності. Перевага такої концентрації повітряних сил буде значно більше, ніж будь-які недоліки… Коли перейдемо в наступ, буде спостерігатися тенденція все більше нарощувати кількість авіаносців, які діють спільно. Я не погоджуюсь з пропозицією тримати авіаносці на відстані 15—20 миль, коли бій стає неминучим. Для атакуючої авіагрупи абсолютно неважливо, 5 чи 20 миль розділяють авіаносці, але для захисту це може мати величезне значення. Коли відстань між авіаносцями складає 15—20 миль, завжди є небезпека, що не вдасться кинути в бій всі винищувачі, як це сталося при Мідвеї, де лише одна з трьох американських ескадриль винищувачів діяла в бою. |

Японський флот проявив себе в цій битві не з найкращої сторони, вів себе досить нерішуче і втратив ряд можливостей завдати додаткової шкоди противнику. Були залучені величезні сили для надання підтримки конвою з десантом, але вони не могли забезпечити висадку десанту. Японське авіаносне з'єднання, в завдання якого входило знищення американських авіаносців, відступило, хоча обидва важкі авіаносця були цілими, а американський «Ентерпрайз» сильно пошкоджений. Крейсери 8-го флоту втратили можливість обстрілу аеродрому Гендерсон-філд у ніч проти 26 серпня. Це дозволило американським літакам безперешкодно атакувати залишений без підтримки з повітря конвой Танакі.
Битва біля південних Соломонових островів не була вирішальною. Вона стала лише однією з багатьох битв Гуадалканальської кампанії. У цілому вважається, що цей бій був радше тактичною і стратегічною перемогою американського флоту, оскільки японський флот втратив більше кораблів, літаків та їхніх екіпажів. Попри те, що сухопутні війська з конвою Танаки все одно згодом були висаджені з есмінців на Шортлендських островах і перевозились на Гуадалканал частинами, початковий план захоплення японцями Гуадалканалу був зірваний. А японські війська висаджувалися вже без більшої частини важкого озброєння, починаючи з 29 серпня 1942 року.
Битва біля східних Соломонових островів була однозначно виграшна для американців у війні на виснаження ресурсів. США втратили в битві тільки сім членів екіпажів. Водночас японці втратили 61 досвідченого авіатора, що за відсутності підготовленого резерву й за обмежених можливостей підготовки нових екіпажів призвело до значних складнощів з їх заміщенням.
Підсумувавши результати битви, історик Річард Б. Френк пише:

У битві біля східних Соломонових островів без сумніву перемогли американці, проте за виключенням зменшення кількості досвідчених пілотів ця перемога не мала значного довгострокового ефекту. Підкріплення (японські), які не були доставлені повільними транспортами, незабаром потрапили на Гуадалканал іншим шляхом.
Оригінальний текст (англ.)
The Battle of the Eastern Solomons was unquestionably an American victory, but it had little long-term result, apart from a further reduction in the corps of trained Japanese carrier aviators. The (Japanese) reinforcements that could not come by slow transport would soon reach Guadalcanal by other means.

## Уточнення
1. ↑  Поблизу островів Стюарта із архіпелагу Соломонових островів відбувалось маневрування американського з'єднання.
2. ↑  До цієї битви були бої авіаносців під час битви в Кораловому морі і битва за Мідвей.
3. ↑  Це були підводні човни I-121, I-123, Ro-34, I-9, I-11, I-17, I-19, I-26, I-31, I-174 та I-175.
4. ↑  За даними С. Морісона замість 16-го дивізіону в охорону входили есмінці 19-го дивізіону — «Сікінамі» і «Уранамі». Проте 19-й дивізіон на той момент відносився до 1-го флоту і не міг бути в з'єднанні 3-го флоту. Морозов, стр. 98.
5. ↑  За даним Танакі чисельність морських піхотинців складала 1000 осіб.
6. ↑  Танака на «Дзінцу» і «Кагеро» прибув із Японії на Трук 11 серпня після висадки сил Союзників на Гуадалканалі. На Труці Танака прийняв командування силами, що забезпечували доставку підкріплень на Гуадалканал (останнє назване Союзниками «Токійський експрес»), які включали кораблі 8-го флоту і різноманітні судна, призначені для доставки японських військ і вантажів на Гуадалканал. Чотири патрульні катери були раніше есмінцями «Сімакадзе», «Надакадзе», «Судзукі» и «Цута», яких пристосували для перевезення військ. Три транспорти — «Кінрю Мару», «Бостон Мару» і «Дайфуку Мару». Перша партія з 917 солдатів полку Ітікі разом з командиром була доставлена шістьма есмінцями на Гуадалканал вранці 19 серпня.
7. ↑  Також уранці 22 серпня есмінець «Блю» був торпедований біля Гуадалканалу японським есмінцем «Кавакадзе», який був надісланий Танакою зі складу конвою разом з «Юнагі» для того, щоб спробувати атакувати конвої Союзників. «Блю» був важко пошкоджений (загинуло 8 членів екіпажу) і наступного дня був затоплений біля острова Тулагі. Оскільки цей епізод стався окремо від основної битви, цю втрату не відносять до прямих втрат внаслідок бою 24—25 серпня.[33]
8. ↑  У цей день Танака отримав суперечливі накази. Мікава наказав йому повернути на північ, щоб уникнути нападу авіації Союзників і висадити десант 25 серпня, але Нісідо Цукахара, який командував 11-м повітряним флотом у Рабаулі і був начальником Мікави, наказав Танаці здійснити висадку 24 серпня. Танака відповів, що це неможливо. Цукахара і Мікава, вочевидь, не скоординували свої накази.
9. ↑  Ця версія висувається американським істориком Самуелем Морісоном, але японськими джерелами вона не підтверджується. Майже всі свої винищувачі «Рюдзьо» надіслав в атаку на Гуадалканал і залишився без повітряного прикриття, що погано узгоджується з версією про приманку. У пізніших дослідженнях Франка і Лундстрема вважається, що з'єднання «Рюдзьо» мало лише одне завдання — атака Гуадалканала.
10. ↑  Точкою відліку для сектору пошуку була їх база — острів Ндені. Коло складало 360°, а 0° відповідало напряму на північ.
11. ↑  Точка відліку — з'єднання авіаносців.
12. ↑  Ще одним фактором, що вплинув на таке рішення, могло стати бажання Флетчера залишити якомога більше винищувачів для захисту авіаносців.
13. ↑  Перед приводненням декілька «Зеро» з «Рюдзьо» атакували ці «В-17», але жоден американський літак не був збитий. Після повернення «В-17» на базу в Еспіріту-Санто один з них розбився при приземленні, загинуло 4 члени екіпажу. Ці 4 бійці враховуються як ті, що загинули під час битви біля східних Соломонових островів.
14. ↑  По атакуючих японських літаках вели вогонь літаки охорони «Ентерпрайза», лінкор «Норт Керолайн», важкий крейсер «Портленд», легкий крейсер «Атланта» і шість есмінців.[61]
15. ↑  «Тітосе» був відбуксирований на Трук, після чого був відправлений в Японію на ремонт, який завершився 14 вересня 1942 року[70].
16. ↑  У Еванса вказано 06:00, але це зв’язано з тим, що японський флот використовував японський стандартний час. П’ять есмінців, що прийшли вранці, були «Муцукі», «Яйой», «Кагеро», «Кавакадзе» и «Ісокадзе»
17. ↑  «Дзінцу» був відправлений в Японію на ремонт, який був завершений 9 січня 1943 року.
18. ↑  Було втрачено 27 членів екіпажів з «Сьокаку», 21 з «Дзуйкаку» і 13 з «Рюдзьо»